# Conrad Robertson
Conrad Robertson, född den 27 december 1957 i Devonport i Nya Zeeland, är en nyzeeländsk roddare.
Han tog OS-guld i fyra utan styrman i samband med de olympiska roddtävlingarna 1984 i Los Angeles.